# Кайсэки
Кайсэки (яп. 懐石, или кайсэки-рёри 懐石料理 кайсэки-рё:ри) — традиционный японский обед из нескольких блюд, а также умение приготовить такой обед, схожий по изысканности с европейской haute cuisine («высокой кухней»). Кайсэки часто подают в гостиницах рёкан и дорогих ресторанах, известных как рётэй. Наиболее известна кухня кайсэки в Киото.

## Виды
Существует две разновидности кайсэки:
1. Записываемая иероглифами 会席. Представляет собой набор блюд, составляющих пышные обеды на банкетах. Такой тип подачи возник в период Эдо[3].
2. Записываемая иероглифами 懐石. Трапеза перед чайной церемонией[4]. Также называется тя-кайсэки (яп. 茶懐石). Историю тя-кайсэки возводят к основателю японской чайной церемонии Сэн-но Рикю. «Кайсэки» буквально означает «камень за пазухой». Такие камни, согретые на огне, клали за пазуху поближе к желудку буддийские монахи, чтобы облегчить чувство голода[5]. Новая кухня во Франции формировалась во многом под влиянием традиции тя-кайсэки[6].

## Стиль
Современная кухня кайсэки опирается на четыре кулинарные традиции: императорскую придворную кухню юсёку-рёри (яп. 有職 料理); буддийскую монастырскую кухню сёдзин-рёри; кухню самурайских кланов периода Муромати хондзэн-рёри (яп. 本膳 料理) и кухню для чайной церемонии тя-кайсэки, возникшую в период Хигасияма. Все эти отдельные кухни были формализованы и разработаны с течением времени. Они продолжают существовать в той или иной форме до наших дней.
Для кухни кайсэки важен баланс вкуса, текстуры и внешнего вида пищи. Используются только свежие сезонные ингредиенты, желательно местного происхождения. В зависимости от сезона меняются и элементы утвари. Блюда тщательно оформлены, часто с использованием настоящих листьев, цветов и съедобных украшений, напоминающих растения или животных.

## Подача
Варианты подачи блюд для двух видов кайсэки различаются.

#### Кайсэки
Изначально набор блюд для кайсэки (яп. 会席料理, «застолье») состоял из мисо-супа и трех гарниров. Теперь это сочетание называется «сэтто» (яп. セット). Со временем его дополнили закуска; сасими; блюдо, приготовленное на медленном огне; блюдо на гриле и блюдо на пару. На усмотрение шефа могут быть добавлены новые позиции.
- Сакидзукэ (яп. 先付け, подается вначале) — первое блюдо; небольшая закуска, напоминающая амюз-буш во французской кухне.
- Хассун (яп. 八寸, «восемь сун») — второе блюдо, задающее сезонную тему. Как правило, суси и гарнир. Подается на подносе размером 8 сун (примерно 24 сантиметра).
- Мукодзукэ (яп. 向付) — плоская тарелка с сезонным сасими. Располагается на противоположной от гостей стороне подноса.
- Такиавасэ (яп. 煮合, встреча притушенного) — овощи с мясом, рыбой или тофу; ингредиенты готовятся на медленном огне по отдельности.
- Футамоно (яп. 蓋物, блюдо в горшке) — «блюдо с крышкой» в изящном горшке; как правило, суп.
- Якимоно (яп. 焼物, жареное блюдо) — блюдо, жареное на гриле; чаще всего рыба.
- Су-дзакана (яп. 酢肴, уксусная закуска) — небольшое блюдо, призвано возвратить остроту вкусовых рецепторов; как правило, овощи в уксусе.
- Хияси-бати (яп. 冷し鉢, охлажденная тарелка) — охлажденные овощи, иногда креветки и крабы; подается только летом.
- Нака-тёко (яп. 中猪口, в глубокой чаше) — как и су-дзакана, блюдо для восстановления вкусовых ощущений; как правило, кислый суп.
- Сиидзакана (яп. 強肴, «сильное блюдо») — основное блюдо; жареная или вареная говядина, птица или рыба.
- Гохан (яп. 御飯, рис) — блюдо с рисом в качестве основного ингредиента и сезонными добавками.
- Ко-но моно (яп. 香の物, маринованные продукты) — сезонные маринованные овощи.
- Томэ-ван (яп. 止椀, чаша для остановки) — последний суп; обычно мисо-суп с различными добавками, такими как лук-шалот, тофу, морепродукты, грибы и т. д.
- Мидзумоно (яп. 水物, блюдо из воды) — сезонный десерт; к примеру, фрукты или мороженое[3].

#### Тя-кайсэки
Блюда для тя-кайсэки (яп. 茶懐石) подаются во время чайной церемонии. Они призваны не насыщать организм, а подготовить его к потреблению чая. В отличие от первого вида кайсэки, блюда для всех гостей выносят на общем подносе. К трапезе могут подавать сакэ и десерт.
Главная составляющая тя-кайсэки — итидзю сансай (яп. 一汁三菜, «один суп, три гарнира»). Это обычно белый рис, прозрачный суимоно мисо-суп и закуски на выбор:
- Гохан (яп. 御飯) — белый рис.
- Суимоно (яп. 吸物, то, что всасывают)- прозрачный суп в небольшой лакированной посуде с крышкой.
- Хассун (яп. 八寸, восемь сун) — разные виды сезонных закусок.
- Юто (яп. 湯桶, сосуд для горячей воды) — кувшин с горячей водой и рисом.
- Ко-но моно (яп. 香の物, маринованные продукты) — сезонные маринованные овощи, дополняющие хассун.
- Мукодзукэ (яп. 向付け) — блюда на дальней стороне подноса; это может быть сасими или набор соусов. На ближней стороне подноса для еды расположены рис и суп, оба в лакированных чашках с крышками.
- Нимоно (яп. 煮物, вареные продукты) — ассорти из овощей и морепродуктов, приготовленных на медленном огне; подается в отдельных горшках.
- Якимоно (яп. 焼き物, жареное) — рыба на гриле[12].

- Сакидзукэ
- Хассун
- Гохан, ко-но моно, томэван (яп. 止椀)
- Мидзумоно

## Цена
Кайсэки обычно готовят в дорогих традиционных ресторанах, поэтому цена на одного человека может составлять от 5000 до 40 000 йен. Но можно найти и не столь дорогие варианты.
Традиционные рестораны предлагают три уровня цен, апеллирующих к понятию сётикубай («три друга зимы», сосна, бамбук, слива), где сосна символизирует самый дорогой набор, а слива — самый дешёвый.